# SpangaS op survival
SpangaS op survival (S.O.S.) is een Nederlandse film uit 2009.
De film is afgeleid van de jeugdserie SpangaS, die te zien was op Z@PP. De opnamen vonden plaats in Durbuy. Tim Murck (Barry Hartveld), die in seizoen 2 afscheid nam, keerde tijdelijk terug. Op 14 september was er een achtergrondfilmpje te zien waarin Flip en Tobias filmpjes maakten. Deze SpangaS-aflevering was getiteld De Geheime Agenda.
De film werd bekroond met de Gouden Film, een onderscheiding voor het behalen van 100.000 bezoekers. Van de film verscheen in juni 2010 ook een gelijknamig boek, geschreven door Wendy Buenen.
De film werd voor het eerst op 11 september 2010 uitgezonden op televisie tijdens het SpangaSweekend bij de NCRV. De film werd door 358.000 mensen bekeken.

## Verhaal
De leerlingen van het Spangalis College verlaten de schoolbanken en gaan op een actieve werkweek naar de Ardennen. Docent Jochem Damstra (Steef Hupkes) heeft er zin in en gaat als begeleider mee, evenals docente Engels Miss Madge (Judy Doorman), die niet echt zit te wachten op een week slapen in een tent. Aangekomen in het bos bij het basiskamp is het de bedoeling dat de leerlingen in teams allerlei opdrachten uitvoeren, maar dit gaat niet zonder slag of stoot. Hierdoor komen ze soms zelfs in gevaarlijke situaties terecht. Tijdens het hoogtepunt van de werkweek, de "dropping", is er een hevige concurrentiestrijd tussen beide groepen en is de zekerheid van een goede afloop ver te zoeken. Samenwerken is noodzakelijk om veilig de weg naar het kamp terug te vinden.
Flip (Jasper Gottlieb) en Tobias (Marius Gottlieb) zijn tweelingbroers. Flip is openlijk homo; zijn vriend Koen, die niet meegaat, maakt het uit, maar als afscheid zoenen ze elkaar nog wel. Tobias zet Flip aan tot pesterijen, zoals het weggooien van een knuffel waar Irmak (Fatma Genç) erg aan gehecht is. Ook knijpt Tobias een tube honing leeg in iemands tas. Daardoor krijgen ze ruzie.
Barry (Tim Murck) is van school en komt op eigen gelegenheid. Hij mag niet meedoen met het programma, maar blijft wel in de buurt rondhangen. Hij zwemt soms naakt.
Madge komt tijdens de werkweek aanzetten met verbuigingen van Engelse werkwoorden. De meeste leerlingen hebben daar helemaal geen zin in maar Fay (Titia Hoogendoorn) wil ze wel leren. Aan het eind van de film wordt er een rap op gebaseerd.
Barry is verliefd op Lana (Roos Smit) en zoent haar zelfs. Als Nassim (Chemseddine Amar) ze ontdekt, wordt hij woedend. Hij zet gelijk een punt achter zijn relatie met Lana en vliegt Barry aan. De twee gaan op de vuist, terwijl Lana en Jolé (Gaby Blaaser) toekijken.
Tijdens de dropping, die in twee tegen elkaar strijdende teams wordt gedaan, wordt het plotseling erg slecht weer met storm en onweer. Tobias verandert een aanwijzing, waardoor de andere groep met o.a. Flip, Avalanche (Talisia Misiedjan), Annabella (Kimberley Klaver) en Luxor (Sebastian Wulff) verdwaalt en een nacht moet doorbrengen in een grot. Onderweg hiernaartoe valt Flip. Zijn arm lijkt gebroken. Tobias voelt op paranormale wijze Flips pijn. Luxor ontdekt dat de arm alleen uit de kom geschoten is. Hij wordt weer goed gezet en Flip krijgt een mitella om, gemaakt van de hoofddoek van Marjana (Mounira Hadj Mansour). Later krijgt ze Luxors sjaaltje te leen om als nieuwe hoofddoek te dienen. De volgende ochtend is het weer verbeterd en gaan ze weer op weg naar het basiskamp. Luxor, die eerder de aangetroffen aanwijzing nagetekend had, kan hem alsnog goed interpreteren, waardoor ze de weg terugvinden.
De groep met Tobias gaat met een van de rafts op pad om de andere groep, die lang wegblijft, te zoeken. De rivier is echter nog steeds erg wild door alle neerslag van die nacht, dus de boot slaat om. Fay verdrinkt hierbij bijna en moet gereanimeerd worden. Iedereen keert uiteindelijk veilig terug.
Voor de grap wordt in de "hudo" (een outdoor-toilet) een staaf dynamiet tot ontploffing gebracht. Onbedoeld is echter niet een leerling het slachtoffer, maar Miss Madge.

## Titelsong
De titelsong van S.O.S. was Morgen en werd gezongen door Hind Laroussi.
Half september werd het nummer ook op single uitgebracht. Hind nam een videoclip bij het nummer op en op 21 november 2009 kwam de single binnen op de 66e positie in de Single Top 100.

## Rolverdeling
| Acteur               | Personage               | Opmerkingen                   |
| -------------------- | ----------------------- | ----------------------------- |
| Chemseddine Amar     | Nassim Gharbi           | zat in serie, 2007-2010       |
| Gaby Blaaser         | Jolé van Haagendoorn    | zat in serie, 2007-2010       |
| Judy Doorman         | Madge Johnson           | zat in serie, 2008-2020       |
| Fatma Genç           | Irmak Sertkaya          | zat in serie, 2007-2011       |
| Cees Gerdes          | Sydney Huibers          | zat in serie, 2009, 2011      |
| Jasper Gottlieb      | Flip van Hamel          | zat in serie, 2007-2011       |
| Marius Gottlieb      | Tobias van Hamel        | zat in serie, 2007-2011       |
| Mounira Hadj Mansour | Marjana El Asmi         | zat in serie, 2008-2010       |
| Titia Hoogendoorn    | Fay Picaroon            | zat in serie, 2007-2010       |
| Steef Hupkes         | Jochem Damstra          | zit in serie, 2007-           |
| Yamill Jones         | Samson Mijaards         | zat in serie, 2008-2010       |
| Kimberley Klaver     | Annabella Vermeulen     | zat in serie, 2007-2011       |
| Talisia Misiedjan    | Avalanche Blokland      | zat in serie, 2007-2011       |
| Tim Murck            | Barry Hartveld          | zat in serie, 2007-2009, 2010 |
| Roos Smit            | Lana van Hamel          | zat in serie, 2007-2010       |
| Sebastian Wulff      | Luxor de Haan           | zat in serie, 2007-2011       |
| Jeffrey Hamilton     | Koen van Wageningen     | zat in serie, 2009-2010       |
| Vincent Moes         | Frank van Hamel         | zat in serie, 2007-2011       |
| Gaby Milder          | Rozalie Mokketier       | zat in serie, 2007-2014       |
| Pepijn van Halderen  | Kars ter Veldt          | zat in serie, 2008-2013       |
| Felix Burleson       | Aldert Kalkhoven        | zat in serie, 2007-2020       |
| Klaas Hulst          | Vader Luxor             | zat in serie, 2009-2011       |
| Diede In’t Vel       | Franstalige stroper     |                               |
| Anya Koek            | Docente verpleegkundige |                               |
| Willem Jacobs        | Reddingswerker          |                               |
| Ari Hemelaar         | Reddingswerker          |                               |

- Hichem El Ahrach, Tom Belderok, Eva de Boorder, Chardée Brouwer, Kevin Brouwer, Sarah van Breukelen, Selim Bugdaya, Stijn Dijkstra, Tiffany Finsy, Jasmijn Jesse, Kevin Kouwenhoven, Jeroen van de Lande, Chantal Pijpers, Jeroen van der Plank en Lizette Schinkel stonden op de aftiteling als klasgenoten.

## Vervolg
In 2014 startten de opnames van een vervolg op de film. Het scenario werd geschreven door Sander de Regt. De film verscheen in juni 2015 onder de naam SpangaS in actie.